# Szilágyi Viktor
Szilágyi Viktor (Budapest, 1978. szeptember 16. –) magyar származású osztrák válogatott kézilabdázó.

## Pályafutása
Szilágyi Viktor hétéves korában kezdett kézilabdázni az osztrák Union St. Pölten csapatában. Pályafutása kezdeti éveiben a Bayer Dormagen és a TuSEM Essen színeiben játszott a német Bundesligában. A 2005-2006-os szezont megelőzően szerződött a THW Kielhez. Itt többször sérülések akadályozták, 2008-ban pedig csapatot váltott és a VfL Gummersbach csapatához igazolt. 2007. december 21-én írta alá szerződését, a következő két idényt töltötte a klubnál.
A 2010-2011-es bajnokságtól a Flensburgban játszott, majd 2012 nyarán az akkor másodosztályú Bergischer HC-hoz írt alá. 2013 nyarán sikerült kivívniuk a feljutást, így Szilágyi újra az élvonalban léphetett pályára. Pályafutását idő előtt kellett abbahagynia, miután 2016. február 15-én 
a Füchse Berlin elleni bajnokin súlyos elülső- és hátsó keresztszalagszakadást szenvedett. A Kiellel 2007-ben Bajnokok Ligáját, az Essennel 2005-ben EHF-kupát, 2010-ben a Gummersbachhal KEK-et nyert, a világ egyetlen olyan férfi játékosa, aki mindhárom nemzetközi kupában aranyérmet nyert.
2015-ben már szóba hozták a Bergischer edzői posztjával kapcsolatban, azonban visszavonulását követően a Kiel sportigazgatója lett, ahol a távozó Jörg Föste pozícióját vette át 2018. január 1-től.
Az osztrák válogatottban 1998. február 16-án mutatkozott be, több mint 200 alkalommal lépett pályára címeres mezben, részt vett a 2014-es Európa-bajnokságon és a 2015-ös világbajnokságon is.

## Családja
Édesapja, Szilágyi István 231-szeres magyar válogatott, 2013 óta az osztrák UHK Krems edzője.

## Sikerei, díjai
TuSEM Essen
- - EHF-kupa 2005

THW Kiel
- - Német bajnok 2006, 2007, 2008
  - Német kupagyőztes 2007, 2008
  - Német szuperkupa-győztes 2005, 2007
  - Bajnokok Ligája-győztes 2007

VfL Gummersbach
- - EHF-kupa 2009
  - Kupagyőztesek Európa-kupája 2010

SG Flensburg-Handewitt
- - Kupagyőztesek Európa-kupája 2012

Egyéni
- - Az év osztrák kézilabdázója 2000